# Oulad Ghadbane
Oulad Ghadbane (en arabe : اولاد غدبان) est une ville du Maroc. Elle est située dans la région de Casablanca-Settat.